# Tulipa albertii
Tulipa albertii är en liljeväxtart som beskrevs av Eduard August von Regel. Tulipa albertii ingår i släktet tulpaner, och familjen liljeväxter. Inga underarter finns listade.